# Mexcala kabondo
Mexcala kabondo là một loài nhện trong họ Salticidae.
Loài này thuộc chi Mexcala. Mexcala kabondo được Wanda Wesołowska miêu tả năm 2009.